# Trochofóra

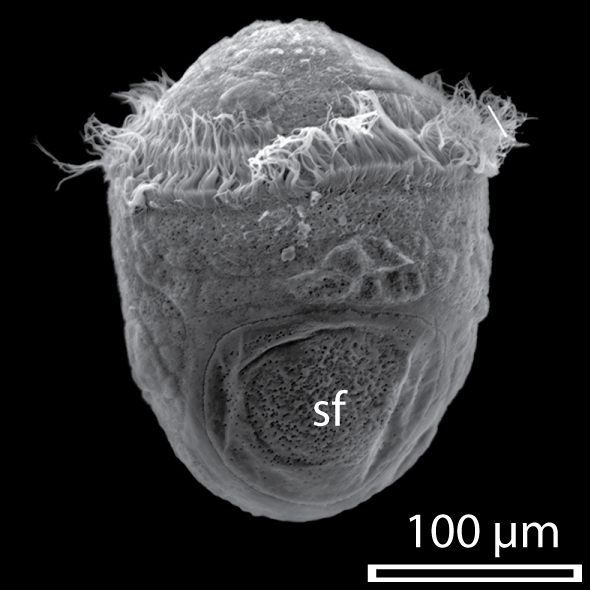
Egy tengeri csiga faj, a Haliotis asinina kilenc órája kikelt lárvája

A trochofóra (vagy trochophora, magyarul „koszorús lárva”) lárvatípus a Trochozoa klád közös jellemzője, a szabadon úszó, planktonikus lárva neve, amely bélüreges, idegdúcokkal rendelkezik. A trochofóra lárvák a tapogatós-csillókoszorús állatok mindegyikére jellemzőek, de ezen kívül is gyakori. Így a nyelesférgek, puhatestűek, gyűrűsférgek, ormányosférgek, fecskendőférgek, zsinórférgek, pörgekarúak, tüskésbőrűek és még egy sor más gerinctelen állatcsoport között teremti meg a törzsfejlődési kapcsolatot. A trochofóra lárva léte szemléletesen mutatja, hogy a testüreges állatok (Coelomata) nagyobb része egyetlen közös ős leszármazotta lehet.
Mind az ősszájú, mind az újszájú anatómia levezethető belőle, mivel a hasi oldal közepén elhelyezkedő szájat a test végén lévő végbélnyílással köti össze az emésztőrendszer. Elöl rövid nyelőcső, majd tágas gyomor következik, végül a belek, az utóbél, majd a végbélnyílás következik. A bélcsatorna U alakú is lehet, ez esetben a száj- és végbélnyílás is a hasi oldalon van.
A trochofóra lárva mindig átalakulással lesz kifejlett állattá, ekkor veszi fel az adott állattörzsre jellemző anatómiai jegyeket. A trochofóra lárva elülső végén csomókba szerveződő csillók találhatók a fejtetőlemezen, alatta idegdúc kezdeménye helyezkedik el, amelyből négy idegtörzs indul ki. A száj körüli részen jól fejlett, két soros csillókoszorú van, a száj mögött pedig egy másik, egysoros. A csillók mozgása söpri a száj felé a szerves törmeléket, amelyet elfogyaszt, valamint ezzel egyidőben mozgatja is a lárvát.